# Ponte Regina Emma
Il ponte Regina Emma (in olandese: Koningin Emmabrug) è un ponte di barche che attraversa la baia di Sant'Anna a Curaçao.

## Descrizione

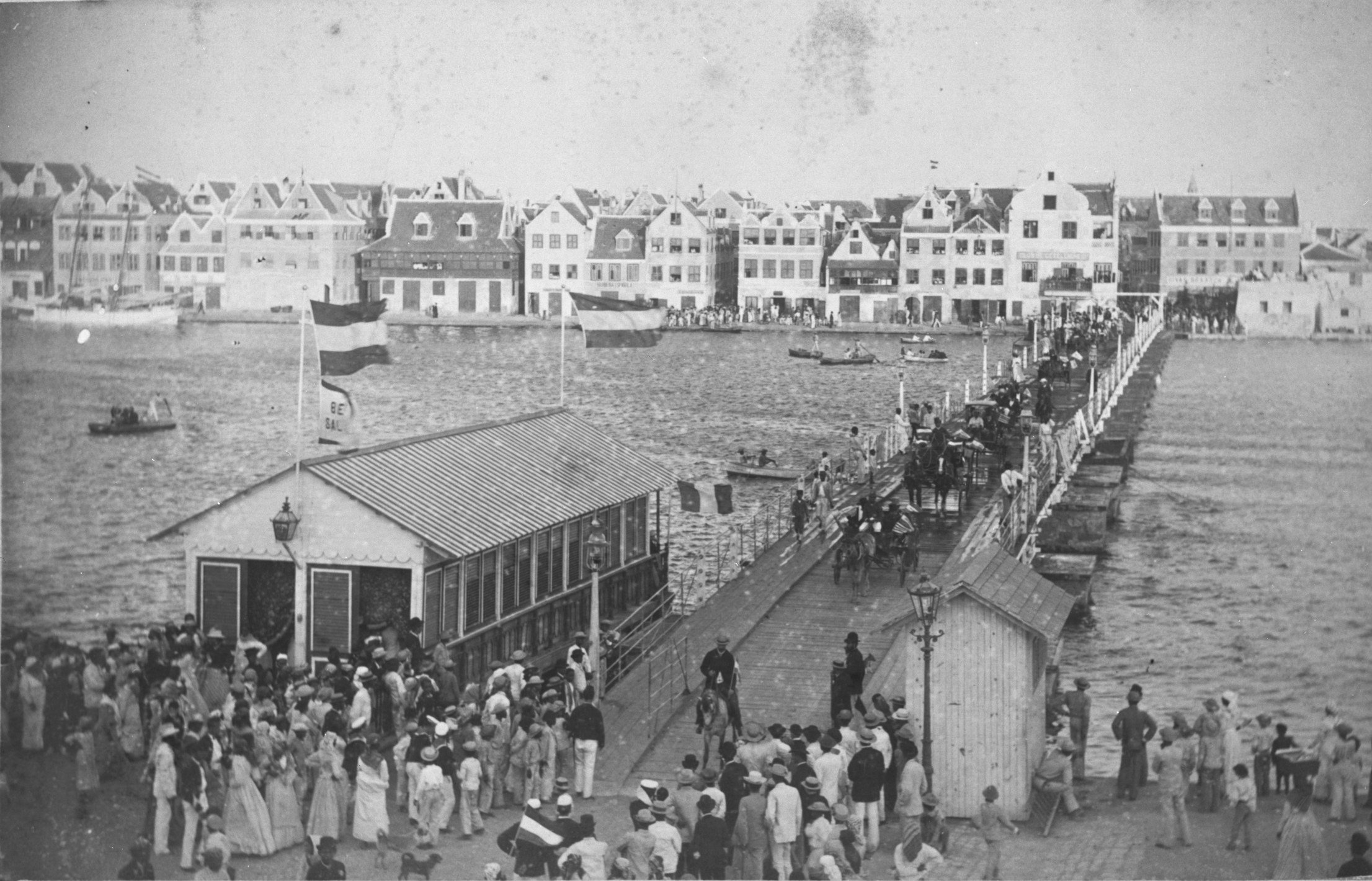
Foto del ponte risalente alla fine del 800

Il ponte, intitolato alla Regina Emma collega i quartieri Punda e Otrobanda della capitale Willemstad.
Il ponte è stato costruito nel 1888 ed è stato più volte restaurato e modificato nel 1939, 1961, 1983-1986 e 2005-2006. Gli archi d'illuminazione furono installati nel 1955, per celebrare la visita reale della regina Giuliana e del principe Bernhard.
Il ponte è lungo 168 metri ed è costruito in legno. Il ponte galleggia sull'acqua mediante sedici pontoni. All'occorrenza, il ponte può essere aperto per il transito delle imbarcazioni attraverso la baia; l'apertura avviene mediante delle cerniere poste su un lato del ponte che azionate da due motori diesel, fa sì che apra perpendicolarmente ad una sponda.